# Riu Suda
El Suda - (rus) Суда - és un riu de Rússia, un afluent del Volga, passa per l'óblast de Vólogda. Té una llargària de 184 km i una conca de 13.500 km². Conflueix amb el Volga a l'embassament de Ríbinsk.